# 安全工学
安全工学（あんぜんこうがく、英語：safety engineering）とは、工業、医学、社会生活等において、システムや教育、工具や機械装置類等による事故や災害を起こりにくいようにする、安全性を追求・改善する工学の一分野である。

## 歴史
イギリスの産業革命は石炭によってもたらされたことはよく知られているが、石炭を採掘するのは20世紀の後半まで危険な作業であった。かつてのイギリスでも露天掘りではなく坑道による石炭採掘であったため、落盤や酸素欠乏などの事故に常に悩まされていた。このため、石炭採掘に関わる鉱夫（こうふ）は酸素欠乏や有毒ガスに敏感に反応する鳥（カナリアなど）を籠に入れて坑道内に連れて行き、カナリアが気絶または死亡することによって危険を事前に察知し、その場を離れて被害を免れた。
20世紀の後半になると、装置や機械器具は大型かつ生活に密着したものとなり、原子力発電所や飛行機等の事故など、1つのヒューマンエラーで多くの人命が一度に失われるような大規模な事故や、大災害となりうる事故（いわゆる「重大インシデント」）が発生するようになった。特にアメリカにおける航空機事故の調査から安全工学が発展した結果、ヒューマンエラーなどの個人的な資質の問題点よりも、安全教育や装置やシステム、操作方法などの見地からヒューマンエラーを回避するための調査・改善に重点が置かれるようになった（詳しい内容については航空事故#事故調査を参照）。フールプルーフやフェイルセーフなどのように、人的エラーを起こしえないよう設計されるようにもなった。(現実には安全装置を解除しフェイルセーフが無効となり事故が起こるようにもなっている。)
また、20世紀の後半は人道的見地からの安全工学の発展もあった。それは職業、職種に対する従事者の制限である。まず、先進国ではほとんどの国が健全な青少年の育成等に鑑み、義務教育期間は就労不可とするようになった。事故や災害について判断の付かない若年者に危険な作業をさせないことは労働災害の減少につながるだけでなく、健全な社会環境の整備にもなる。また、妊産婦に対しても、一定期間中は危険作業に従事することを禁止している国も少なくない。
特に、近年では事故や災害を発生させることが企業にとって多大なる損失をもたらすだけではなく、労働者、さらには消費者に対して安全を図ることは、三者が同じ利害を有していることが認識されており、社会的な課題である。日本では、学会の学会である日本学術会議が主催して、各学会の協力のもと、毎年７月に安全工学シンポジウムを開催しており、更なる発展が望まれている。

## 有名な事故
- スリーマイル島原子力発電所事故
- チェルノブイリ原子力発電所事故
- JR福知山線脱線事故
- 福島第一原子力発電所事故